# رشیده (لیبی)
رشیده (به عربی: رشیدة) یک منطقهٔ مسکونی در لیبی است که در استان واحات واقع شده‌است.